# Affoux
Affoux és un municipi francès, situat al departament del Roine i a la regió d'Alvèrnia-Roine-Alps.